# Чигоев, Давид
Дави́д Чиго́ев (груз. დავით ჩეგოევი; род. 28 сентября 1994) — грузинский футболист, полузащитник клуба третьей лиги «Штурми».

## Клубная карьера
В феврале 2015 находился на просмотре в мозырьской «Славии». В результате, в марте подписал контракт с клубом. Сумел хорошо проявить себя во время предсезонной подготовки, и сезон начал в качестве основного левого полузащитника "мозырян". 10 июля 2015 года забил первый гол за "мозырян", когда поразил ворота борисовского БАТЭ (итоговый счет 3:5). С сентября 2015 году перестал появляться на поле, и в следующем сезоне покинул клуб.
Позже, в 2018 году, стал выступать за клуб «Варкетили» из третьей лиги Грузии. С 2019 года играл за «Спаеры».